# 1894
- Wikisource

| Calendário gregoriano                                                        | 1894 MDCCCXCIV                      |
| Ab urbe condita                                                              | 2647                                |
| Calendário arménio                                                           | 1343 – 1344                         |
| Calendário bahá'í                                                            | 50 – 51                             |
| Calendário budista                                                           | 2438                                |
| Calendário chinês                                                            | 4590 – 4591 Início a 6 de fevereiro |
| Calendário copta                                                             | 1610 – 1611                         |
| Calendário etíope                                                            | 1886 – 1887                         |
| Calendários hindus - Vikram Samvat - Calendário nacional indiano - Cáli Iuga | 1949 – 1950 1815 – 1816 4994 – 4995 |
| Calendário Holoceno                                                          | 11894                               |
| Calendário islâmico                                                          | 1312 – 1313                         |
| Calendário judaico                                                           | 5654 – 5655                         |
| Calendário persa                                                             | 1272 – 1273 Início a 21 de março    |
| Calendário rúnico                                                            | 2144                                |
| Calendário solar tailandês                                                   | 2437                                |

1894 (MDCCCXCIV, na numeração romana) foi um ano comum do século XIX do Calendário Gregoriano, da Era de Cristo, e a sua letra dominical foi G (52 semanas), teve início numa segunda-feira e terminou também numa segunda-feira.
| Ano completo                         |
| ------------------------------------ |
| Ano comum com início à segunda-feira |

## Acontecimentos
- O Império do Japão entra em confronto com a Dinastia Qing (China) pela influência da Coréia, dando inicio a Primeira Guerra Sino-Japonesa - que duraria um ano, se encerrando em 1895.
- Em Londres, é inaugurada a Tower Bridge, com a presença do então Príncipe de Gales, Eduardo VII.
- Início do governo de Prudente de Morais no Brasil.
- As bactérias, até esta data classificadas como plantas, passaram a ser inseridas no reino das protistas e atualmente são classificadas no reino das Bactérias.
- Tem lugar no salão do Teatro Angrense uma reunião de escritores e jornalistas, a fim de realizar na cidade de Angra uma festa comemorativa do 5º centenário do nascimento do Infante Dom Henrique.

### Fevereiro
- 15 de fevereiro - É inaugurada a Escola Politécnica de São Paulo.

### Março
- 1 de março
  - Realização das primeiras eleições diretas para presidente da República do Brasil.
  - Prudente de Morais e Manuel Vitorino são eleitos presidente e vice-presidente da República.

### Maio
- 28 de maio - É aprovado o Regulamento da Escola de Sargentos das Armas, este documento faz referência às Armas de Infantaria, Cavalaria, Artilharia e Engenharia.

### Junho
- 23 de junho - É fundado na Universidade Sourbone de Paris o Comitê Olímpico Internacional, idealizado pelo francês Barão Piérre De Coubertin e pelo seu primeiro presidente, o grego Dimitrius Vikélas.

### Julho
- Mais de 180 opositores do marechal Floriano Peixoto são executados por fuzilamento no episódio conhecido como Massacre da Ilha de Anhatomirim.
- 19 de julho - São José do Rio Preto, então distrito de Jaboticabal, é elevado a município, com o nome de Rio Preto.
- 22 de julho - Ocorre a primeira corrida de automóveis do mundo, na França, entre Paris e Ruão.

### Setembro
- 27 de setembro - fundação da cidade brasileira de Manacapuru (Amazonas).

### Novembro
- 15 de novembro - O presidente Prudente de Morais e o vice-presidente Manuel Vitorino tomam posse em sessão solene no Congresso Nacional.

## Nascimentos
- 4 de janeiro - Manuel Dias de Abreu, médico brasileiro (m. 1962)
- 8 de janeiro
  - Edgard Santos, o Reitor Magnífico, fundador e primeiro reitor (1946 a 1961) da Universidade da Bahia, ministro da educação nos governos de Getúlio Vargas (1954 a 1954) e Café Filho (1954 a 1954). (m. 1962)
  - São Maximiliano Maria Kolbe, mártir católico polonês (m. 1941)
- 1 de fevereiro - John Ford, cineasta estado-unidense (m 1973)
- 8 de fevereiro - King Vidor, cineasta norte-americano (m. 1982)
- 10 de fevereiro - Harold Macmillan, político inglês e primeiro-ministro do Reino Unido de 1957 a 1963 (m. 1986).
- 18 de fevereiro - Omar O'Grady, engenheiro e político brasileiro, prefeito da cidade de Natal de 1924 a 1930 (m. 1985)
- 5 de março - Artur de Magalhães Basto, professor e historiador português (m. 1960)
- 19 de março - Joseph Kane, cineasta, produtor, montador e roteirista norte-americano (m. 1975)
- 17 de abril - Nikita Khrushchov, secretário geral do Partido Comunista da União Soviética de 1953 a 1954 (m. 1971).
- 26 de abril - Rudolf Heß, dignitário do Terceiro Reich (m. 1987)
- 13 de maio - Ásgeir Ásgeirsson, presidente da Islândia de 1952 a 1968 (m. 1972).
- 22 de maio - Friedrich Pollock, sociólogo, economista e filósofo alemão (m. 1970)
- 11 de junho - Kiichiro Toyoda, engenheiro e construtor de carros japonês (m.1952).
- 23 de junho - Eduardo VIII, rei do Reino Unido em 1936 (m. 1972).
- 3 de julho - Jaime de Barros Câmara, cardeal brasileiro (m.1971)
- 11 de julho - Walter Wanger, produtor cinematográfico norte-americano (m. 1968).
- 17 de julho
  - Georges Lemaître, padre, astrônomo e físico belga (m. 1966).
  - Warren Weaver, matemático estadunidense (m. 1978).
- 12 de setembro - Vicente Celestino, cantor brasileiro (m.1968)
- 15 de setembro - Jean Renoir, cineasta francês (m. 1979)
- 1 de outubro - António Alves Martins, jornalista e poeta português (m. 1929).
- 14 de outubro - Heinrich Lübke, foi um político alemão e presidente da Alemanha de 1959 a 1969 (m. 1972).[1]
- 17 de dezembro - David Butler, cineasta estadunidense (m. 1979).

## Mortes
- 25 de junho - Marie François Sadi Carnot, presidente da França (n. 1837).
- 8 de setembro - Hermann von Helmholtz, médico e físico alemão (n. 1821).
- 18 de setembro - Rafael Wenceslao Núñez, presidente da Colômbia de 1880 a 1882, de 1884 a 1886, de 1887 a 1892 e de 1892 a 1894 (n. 1825).[2]
- 1 de novembro - Alexandre III, tsar da Rússia entre 1881 a 1894 (n. 1845).
- 7 de dezembro - Ferdinand de Lesseps, diplomata e empresário francês (n. 1805).
- 8 de dezembro (26 de novembro no calendário juliano) - Pafnuti Tchebychev, matemático russo (n. 1821).
- 28 de dezembro - Francisco II de Bourbon, último rei das Duas Sicílias (n. 1836).

## Por tema
- 1894 na arte
- 1894 no Brasil
- 1894 na ciência
- 1894 no cinema
- 1894 no desporto
- 1894 no jornalismo
- 1894 na literatura
- 1894 na música
- 1894 na televisão